# Улэгир-Чарас
Улэгир-Чарас (устар. Улегир-Чарас, устар. Юлэгир-Чараас; якут. Чараас Үлэгир) — река 17 км длиной, правый приток реки Малая Куонамка. Протекает в Оленёкском улусе Республики Саха.
Устье реки служит точкой размежевания границ сразу трёх наслегов: Оленёкского, Кирбейского и Жилиндинского.
В районе реки залегают разведанные запасы горючих сланцев бороулахского горизонта куонамской формации.